# Sérgio dos Santos
Sérgio Dutra dos Santos, anche noto come Escadinha, Serginho o semplicemente Sérgio (Diamante do Norte, 15 ottobre 1975), è un ex pallavolista brasiliano.
Giocava nel ruolo di libero.

## Palmarès

### Club
- Campionato brasiliano: 1

2010-11
- Campionato Paulista: 6

1999, 2000, 2001, 2011, 2012, 2013
- Coppa San Paolo: 2

2010, 2011
- Campionato sudamericano per club: 1

2011
- Top Teams Cup: 1

2005-06

### Nazionale (competizioni minori)
- Coppa America 2001
- Giochi panamericani 2003
- Coppa America 2005
- Giochi panamericani 2007
- Coppa America 2008

### Premi individuali
- 2001 - Superliga: Miglior libero
- 2001 - Coppa America: Miglior difesa
- 2002 - Superliga: Miglior difesa
- 2002 - Superliga: Miglior libero
- 2002 - World League: Miglior difesa
- 2003 - Superliga: Miglior ricevitore
- 2003 - Superliga: Miglior libero
- 2003 - XIV Giochi panamericani: Miglior libero
- 2003 - World League: Miglior ricevitore
- 2003 - World League: Miglior difesa
- 2003 - Coppa del Mondo: Miglior libero
- 2004 - Giochi della XXVIII Olimpiade: Miglior ricevitore
- 2004 - Giochi della XXVIII Olimpiade: Miglior difesa
- 2004 - Giochi della XXVIII Olimpiade: Miglior libero
- 2006 - Top Teams Cup: Miglior libero
- 2007 - XV Giochi panamericani: Miglior ricevitore
- 2007 - XV Giochi panamericani: Miglior libero
- 2007 - Campionato sudamericano: Miglior libero
- 2007 - Coppa del Mondo: Miglior libero
- 2008 - Champions League: Miglior libero
- 2008 - Coppa America: Miglior ricevitore
- 2008 - Coppa America: Miglior libero
- 2009 - World League: MVP
- 2009 - Campionato sudamericano: Miglior libero
- 2009 - Grand Champions Cup: Miglior libero
- 2010 - Superliga: Miglior difesa
- 2011 - Superliga: Miglior difesa
- 2011 - Campionato sudamericano per club: Miglior difesa
- 2011 - Campionato sudamericano per club: Miglior libero
- 2011 - Campionato sudamericano: MVP
- 2011 - Campionato sudamericano: Miglior ricevitore
- 2011 - Campionato sudamericano: Miglior difesa
- 2011 - Campionato sudamericano: Miglior libero
- 2011 - Coppa del Mondo: Miglior ricevitore
- 2011 - Coppa del Mondo per club: Miglior ricevitore
- 2011 - Coppa del Mondo per club: Miglior libero
- 2015 - Campionato sudamericano: MVP
- 2016 - Giochi della XXXI Olimpiade: Miglior libero
- 2016 - Giochi della XXXI Olimpiade: MVP